# Keystone (Wirginia Zachodnia)
Keystone – miasto w Stanach Zjednoczonych, w stanie Wirginia Zachodnia, w hrabstwie McDowell.